# 西德尼·帕金森

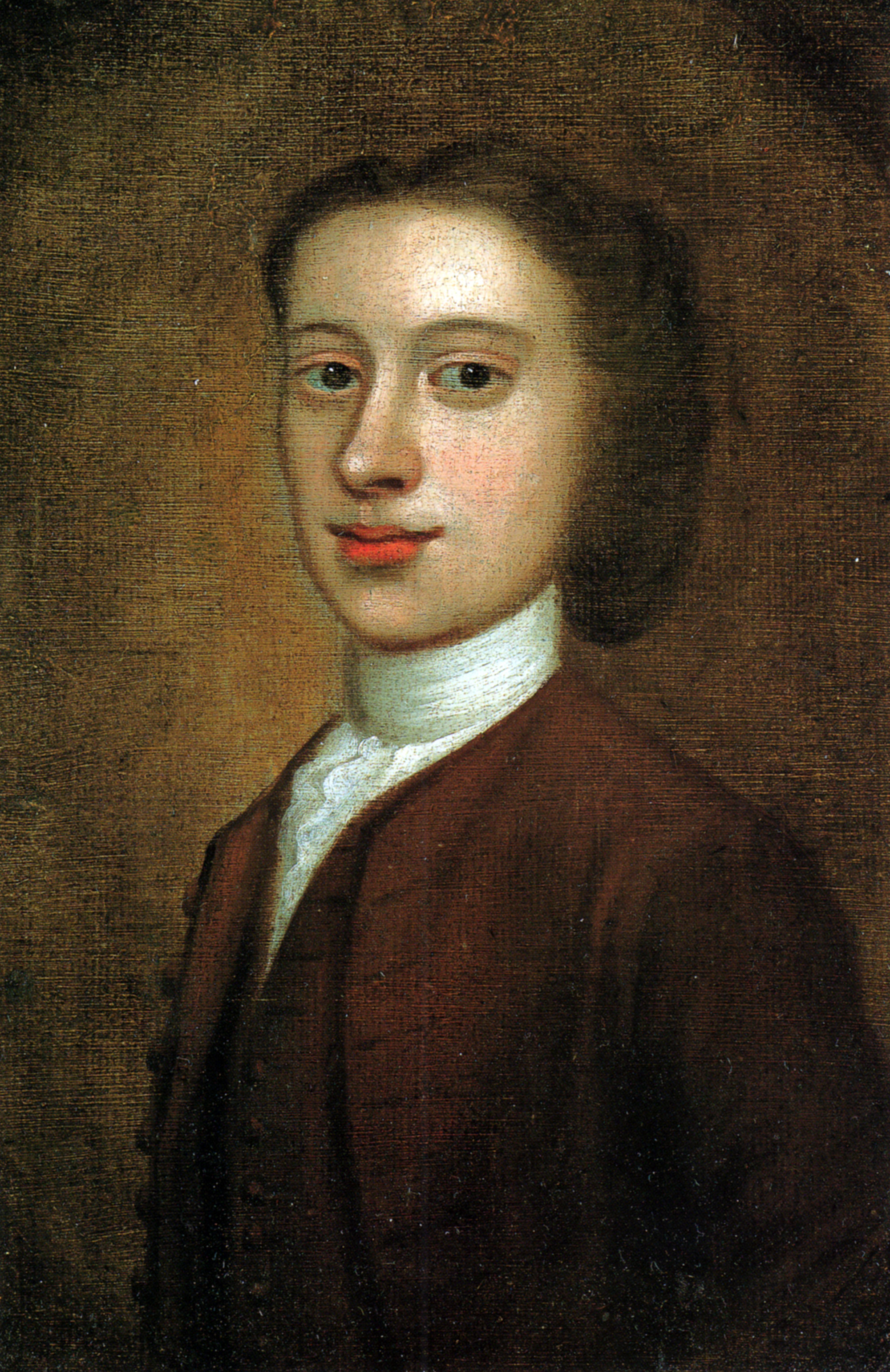
自画像

西德尼·帕金森（Sydney Parkinson 约1745年—1771年1月26日）是一位苏格兰植物、动物插画家，是第一个抵达澳大利亚、新西兰和塔希提的欧洲艺术家。

## 生平
帕金森出生于爱丁堡的一个贵格会家庭，父亲在1749年去世，家境贫困。他曾当过毛布商学徒，业余喜欢绘画，他没接受过正式的绘画教育，但可能和爱丁堡的一些艺术家有来往。
全家在1766年左右搬到伦敦，他的哥哥斯坦菲尔德在那里当家具商。1765年至1766年间，他的一些花卉画在自由艺术家学会（Free Society of Artists）展出，他也开始教画，雇主包括苏格兰苗圃园主詹姆斯·李，李雇他教自己的女儿安，并在1767年把帕金森介绍给约瑟夫·班克斯，后者又把他介绍给动物学家托马斯·彭南特。
1768年，班克斯雇佣他随库克船长乘坐努力号前往太平洋，一路上他绘制了近千幅动植物插图。在前往开普敦时，他因痢疾去世，班克斯将他的工资付给了他的哥哥。

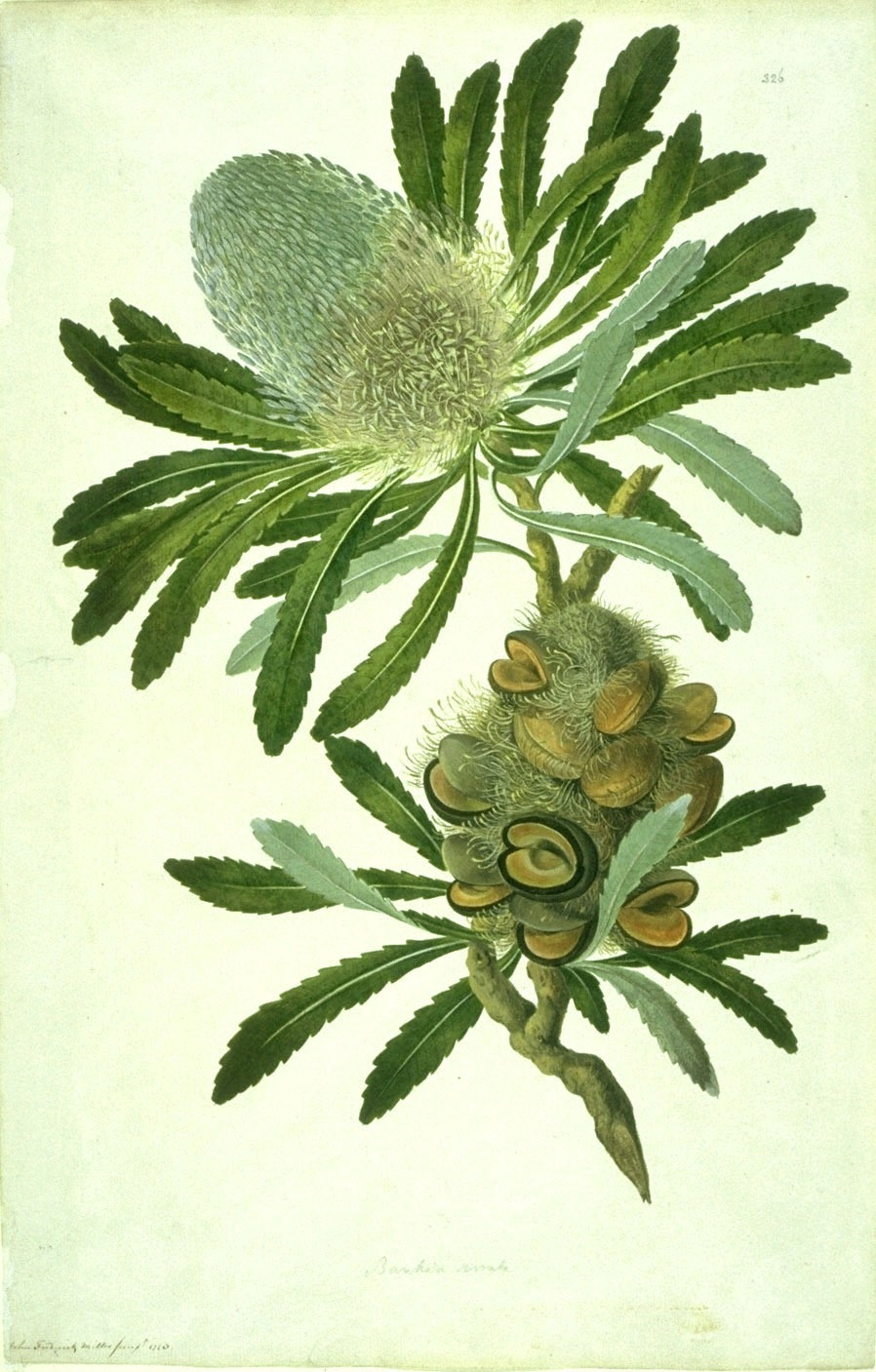
Banksia serrata，西德尼·帕金森绘
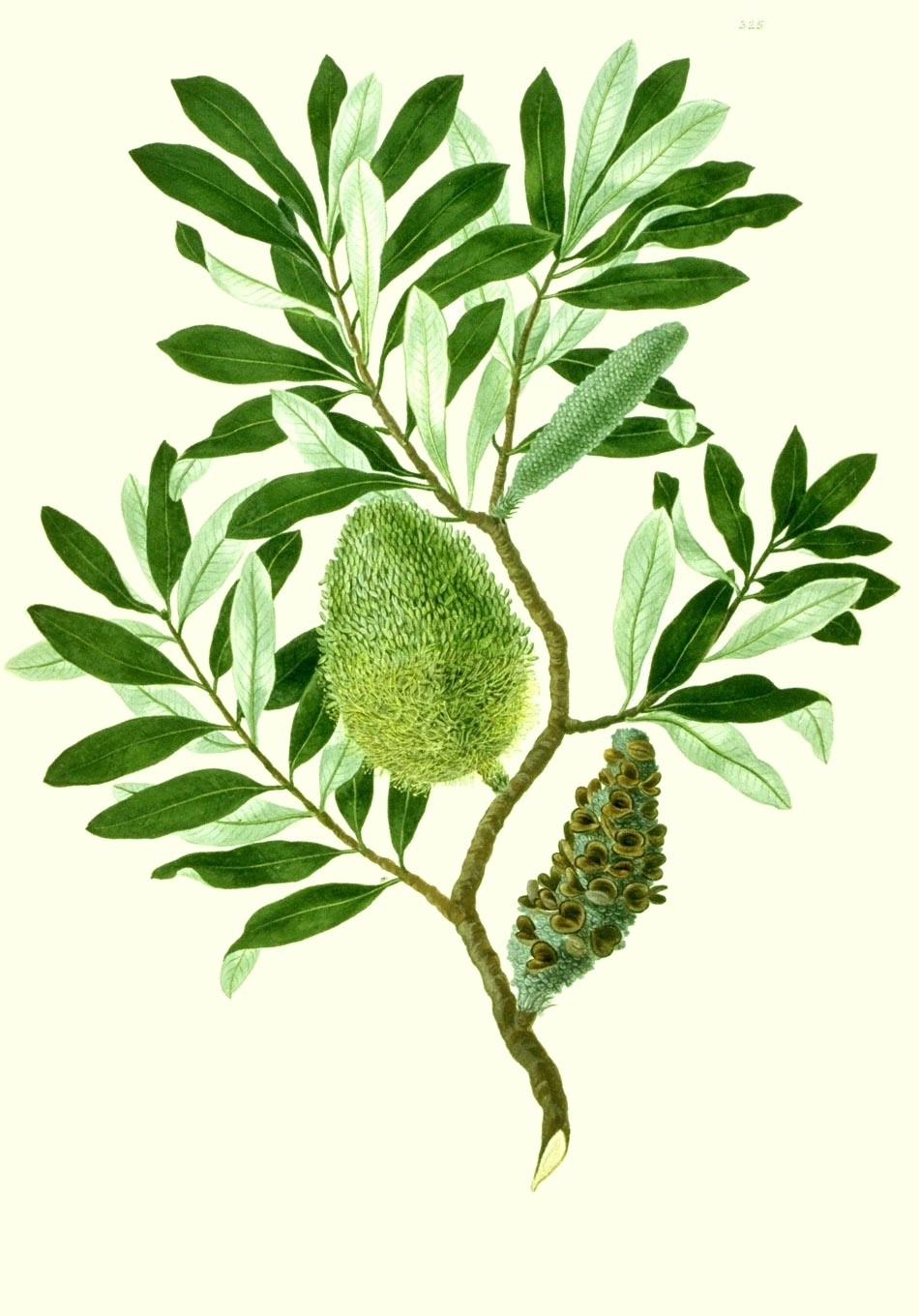
Banksia integrifolia，西德尼·帕金森绘
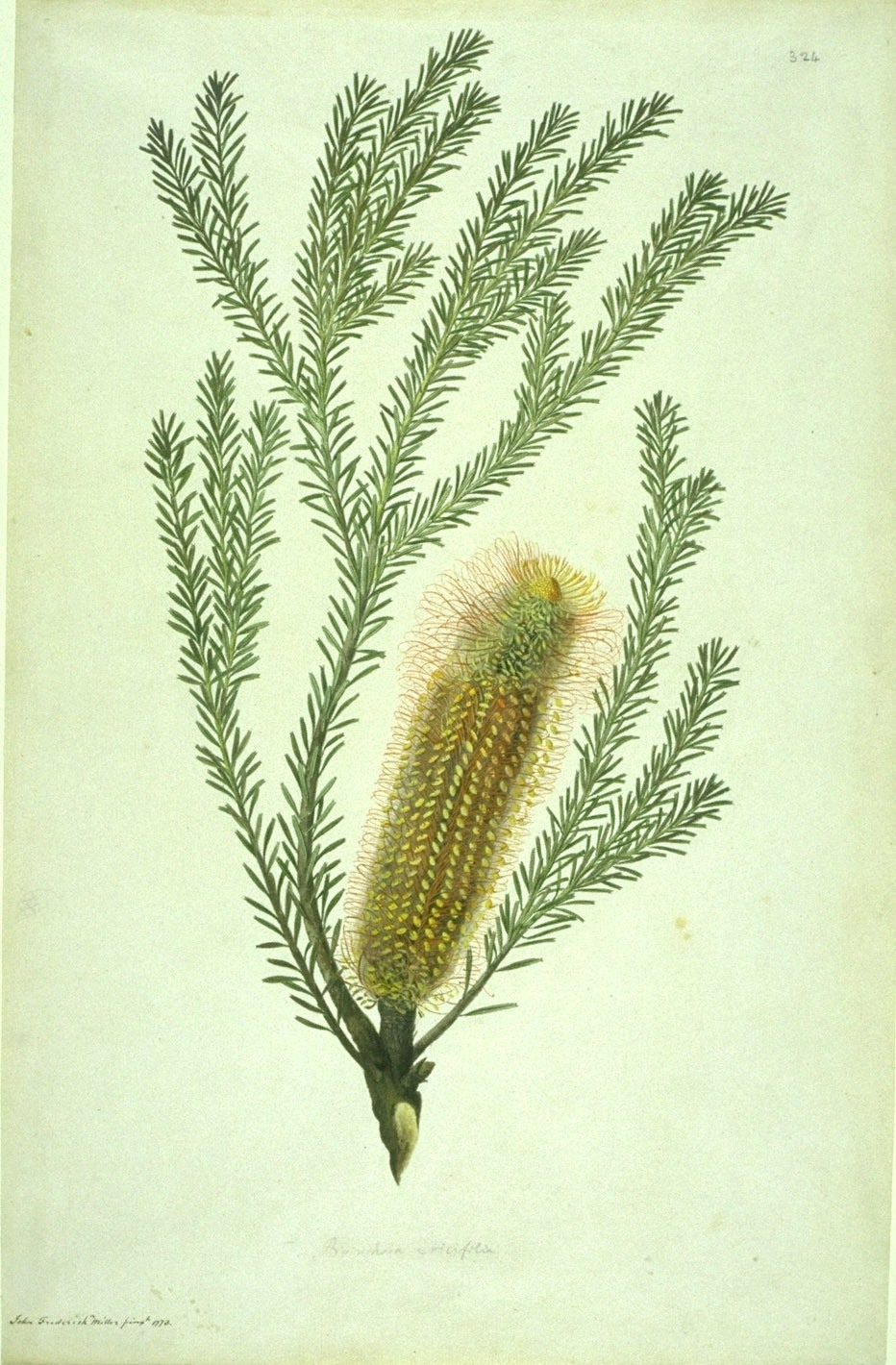
Banksia ericifolia，西德尼·帕金森绘
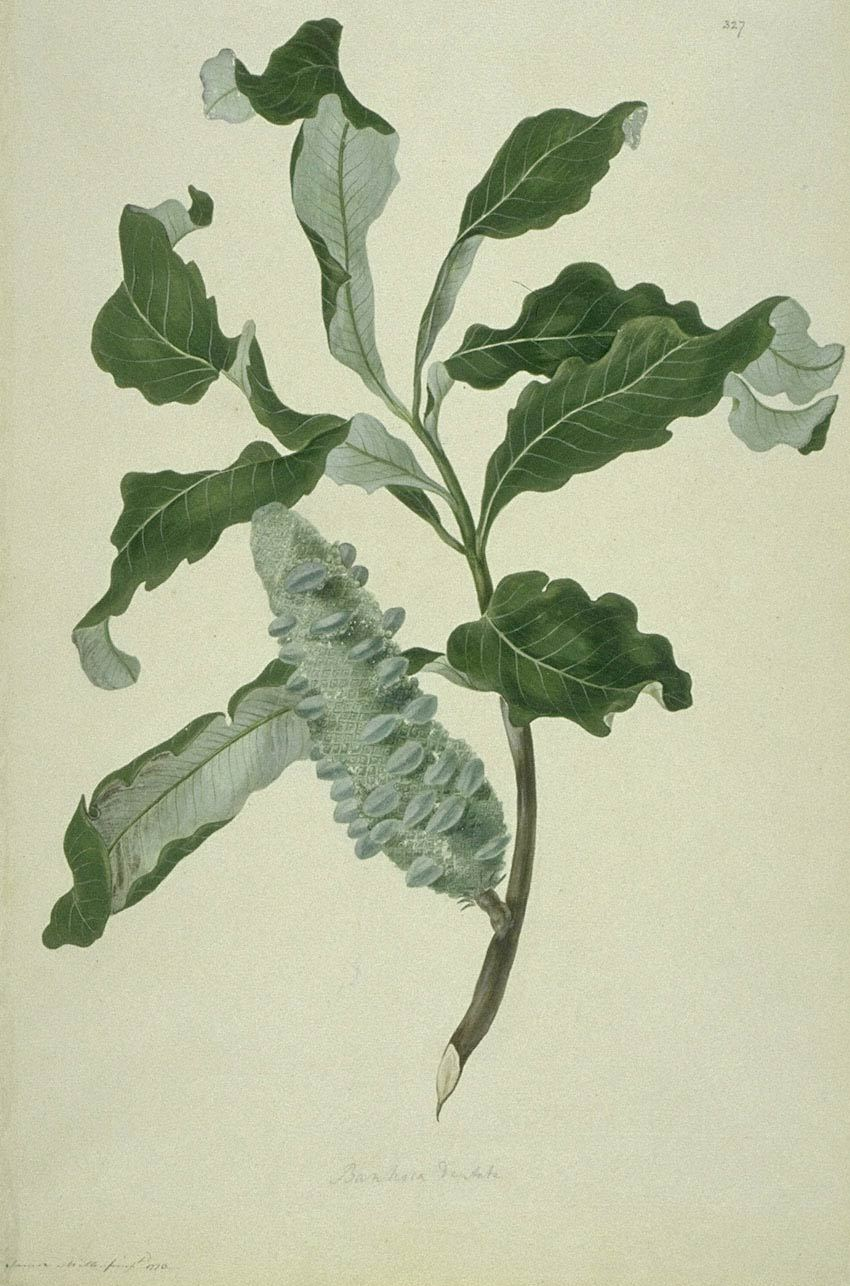
Banksia dentata，西德尼·帕金森绘